# Jultomten och trolltrumman (film)
Jultomten och trolltrumman, även Tomtefar och trolltrumman, (finska: Joulupukki ja noitarumpu) är en finsk-ungersk animerad film från 1996 som bygger på barnboken Tomtefar och trolltrumman utgiven 1995 av Mauri Kunnas.
Filmen producerades på finska, engelska och svenska som en tv-film och visades första gången julen 1996 i Yle TV2 och har sedan dess visats där nästan varje julafton.

## Handling
När tomten läser julklappsönskningar får han ett speciellt brev, och alla antar att det innehåller en julklappsönskemål från ett barn som heter Vekara. Tomten kan inte förstå bilden i meddelandet, så han bestämmer sig för att tillsammans med Noora och Ville gå och visa bilden för mästartomtarna. Samtidigt går det fel i byn då jultomten hemsöks av olika konstiga olyckor. Det avslöjas att bakom olyckorna finns en shaman som bedriver magi med en trolltrumma.

## Rollista

### Finska röster
- Esa Saario – Jultomten
- Ulla Tapaninen – Tomtemor
- Henna Haverinen – Noora
- Olli Parviainen – Ville
- Aarre Karén – Vekara
- Veikko Honkanen – Agricola / Sakari Sokeri
- Vesa Vierikko – Juho Vaneeri
- Eija Ahvo – Tara
- Markku Riikonen – Feetu Faktori
- Rinna Paatso – Nelli Nukkemaakari
- Annamari Metsävainio – Bertta Bitti
- Antti Pääkkönen – Martti
- Sami Aarva – pilot
- Jarkko Tamminen – pilot
- Seppo Pääkkönen – Antti

Filmens ledmotiv "Joulupukin töissä" framförs av J. Karjalainen med hans band Electric Sauna.

### Svenska röster
- Rabbe Smedlund – Vimse / Janne Faner / Martti / piloter
- Peik Stenberg – Tomtefar
- Vivi-Ann Sjögren – Tomtemor / Dora Dockmakare
- Nina Hukkinen – Nora
- Peppe Forsblom – Ville / Sackarias Socker / piloter
- Håkan Pörtfors – Agricola / Fenno Faktor / Anton
- Lilli Sukula-Lindblom – Siv Stubin / Berta Bit
- Översättare och regissör – Catrine Paro
- Ljudtekniker ljud – Pekka Heinonen, Anssi Tamminen

Filmens ledmotiv "I jultomtens verkstad" framförs på svenska av Pasi Hiihtola och Peik Stenberg i gruppen Sås och Kopp.

## Produktion
Tillsammans med Mauri Kunnas var även hans fru Tarja Kunnas, illustratören Sami Toivonen och serietecknaren Kari Korhonen inblandade i animationsdesignen. Animationen utfördes av animationsstudion Funny Films i Pécs, Ungern, där 50 personer deltog i arbetet.

## Utgivning
Filmen har utgivits på VHS av SF Studios och har även visats på SVT1 vintern 1998/1999 uppdelad i 6 delar.